# Pegas Productions
Pegas Productions es una productora canadiense de pornografía fundada en 2006. Es uno de los estudios más prolíferos de Canadá, siendo propietario de dieciséis sitios web.

## Historia
Fundada en 2006 por Nicola Lafleur, tiene su sede en Quebec City, donde además cuenta con uno de sus principales sets, estando el otro en Montreal, con el fin de ofrecer un contenido 100% local. A finales de 2007, el sitio web había alcanzado más de un millón de visitas. La compañía rápidamente llamó la atención ya que su nicho de pornografía ganó rápidamente elogios por parte de los canadienses de habla francesa. En 2010, Pegas Productions comenzó a tener presencia en Europa, principalmente en Francia y Bélgica.
Productions Pegas también se ha hecho un nombre gracias a varios escándalos en torno a sus actrices pornográficas. En 2011, fue el asunto que rodeaba a Samantha Ardente el que recibió mayor cobertura mediática. Fue despedida de su trabajo como secretaria en un instituto tras aparecer en la película Serial Abusers 22. Otra actriz pornográfica que ayudó a poner a la empresa en el mapa fue Heidi Van Horny, que se había ofrecido a rodar con veintitrés tíos por su 23 cumpleaños.
En 2014, fue la actriz Zoé Zebra quien saltó a los titulares cuando organizó un boule-o-thon para pagarse los implantes mamarios y después rodó una escena con el estudio para mostrar sus nuevos pechos. Además, una estudiante extranjera también se presentó en el programa televisivo canadiense JE para que le retiraran, sin éxito, las escenas que se arrepentía de haber rodado. Por último, Candy Kiss, antigua actriz de Productions Pegas, también fue objeto de atención mediática cuando se descubrió su pasado mientras trabajaba en el Collège Jésus-Marie de Sillery.
Para ayudar a reclutar actores masculinos, Productions Pegas lanzó el curso Pegas 101 en 2014. Muy publicitado, este curso ayudó a preparar a los candidatos para la profesión de actor pornográfico.
Pegas Productions también se ha distinguido como precursora en el uso del preservativo en la industria pornográfica mundial, con el objetivo de proteger a los actores del VIH y otras infecciones de transmisión sexual durante sus rodajes.